# Korvakhurd, Raichur
Korvakhurd là một làng thuộc tehsil Raichur, huyện Raichur, bang Karnataka, Ấn Độ.